# إلكترونيات جزيئية
يختص  علم الإلكترونيات الجزيئية  (بالإنجليزية:  Molecular electronics)‏، (والذي يُطلق عليه في بعض الأحيان الأخرى moletronics)، بدراسة وتطبيق الكتل البنائية الجزيئية في تصنيع المكونات الإلكترونية المختلفة. وهذا يتضمن كلاً من التطبيقات الكتلية الخاصة بالبوليمرات الموصلة، والمكونات الإلكترونية مفردة الجزيء (بالإنجليزية:  Molecular scale electronics)‏ لتقانة الصغائر.
يعد علم الإلكترونيات الجزيئية علماً تكاملياً حيث يمتد ليشمل فروع الفيزياء والكيمياء وعلم المواد. فمن سماته الموحدة الدامجة استخدام كتل البناء الجزيئي لتصنيع المكونات الإلكترونية. وهذا يشمل كلاً من المكونات غير الفعالة (مثل الأسلاك المقاومة) والفعالة والتي منها على سبيل المثال المقاحل والمحولات جزيئية القياس. ومن هنا، وبسبب توقع تقلص أحجام الإلكترونيات الذي تتيحه سمات وخصائص التحكم جزيئي المستوى، فقد أثارت الإلكترونيات الجزيئية اهتماماً كبيراً بين أوساط العلماء. فالإلكترونيات الجزيئية تعني امتداد قانون مور إلى ما وراء الحدود الملموسة المشهودة لدارات السيليكون التقليدية صغيرة الحجم المتكاملة.
تنقسم الإلكترونيات الجزيئية إلى نظاميين فرعيين مرتبطين ولكن منفصلين عن بعضهما البعض: فرع  المواد الجزيئية للإلكترونيات  والذي يستخدم خصائص الجزيئات للتأثير على الخصائص الكتلية للمادة، في حين يركز فرع  الإلكترونيات الجزيئية الفردية  على تطبيقات الجزيء المفرد.

## الإلكترونيات الجزيئية الفردية
(بالإنجليزية:  Molecular scale electronics)‏
الإلكترونيات جزيئية القياس، أو ما يُطلق عليها كذلك الإلكترونيات الجزيئية الفردية، هي فرعٌ من فروع تقانة الصغائر التي تستخدم الجزيئات الفردية، أو التجمعات النانوية للجزيئات المفردة كمكونات إلكترونية. بما أن الجزيئات المفردة تشكل أصغر هياكل مستقرة من الممكن تخيلها، بالتالي فإن هذا التصغير هو الغاية القصوى للدوائر الكهربائية المنكمشة.
ونلاحظ أن الإلكترونيات التقليدية تم تصنيعها بالسبل المعتادة من المواد الصلبة. فمع القيود الملازمة لاستخدام خيار المواد الكتلية الصلبة، بالإضافة إلى زيادة الطلب عليها على نحوٍ متزايدٍ وغلائها، ولدت الفكرة الخاصة بأن المكونات يمكن عوضاً عن ذلك أن يتم إنتاجها ذرةً بذرةً في معمل الكيمياء، (طريقة من الأسفل إلى الأعلى)، وذلك بشكل مخالف لطريقة نحتها من المواد الكتلية الصلبة (طريقة من الأعلى إلى الأسفل). أي يتم استبدال المواد الصلبة الكتلية في الإلكترونيات الجزيئية المفردة بالجزيئات المفردة. ولهذا، فبدلاً من إنتاج هياكلٍ بواسطة إزالة أو تطبيق المادة حسب النموذج المقترح، يتم تجميع الذرات معاً في معمل الكيمياء. تكون للجزيئات المستخدمة خصائصاً تشبه المكونات الإلكترونية التقليدية والتي منها مثلاً: الأسلاك أو المقاحل أو المقومات.
يُعَدُ مجال الإلكترونيات الجزيئية الفردية مجالاً ناشئاً جديداً، وإن الدارات الإلكترونية الكاملة والمكونة حصرياً من مكوناتٍ جزيئية الحجم ما زالت بعيدةً جداً عن مجال التحقيق. على الرغم من ذلك، فالطلب المستمر على المزيد من القوة الحوسبية بالإضافة إلى القيود المتأصلة لطرق النقش (الطباعة الحجرية) الحالية يجعلان من عملية الانتقال حتميةً. ويتم التركيز حالياً على اكتشاف الجزيئات ذات الخصائص المثيرة بالإضافة إلى أنه يتم التركيز على سبل التمكين من إيجاد موصلات يعتمد عليها وثايتة الأداء بين المكونات الجزيئية والمادة الصلبة للأقطاب الكهربائية.
تقوم الإلكترونيات الجزيئية بعملها في عالم الكموم (Quantum realm) لمسافةٍ أقل من 100 نانومتراً. حيث نلاحظ أن التصغير إلى الجزيئات الفردية يُخَفِّض من المقياس إلى نظامٍ تصبح فيه التأثيرات الكمومية هامة وضرورية. وعلى النقيض للوضع في حالة المكونات الإلكترونية التقليدية، حيث يمكن وضع الإلكترونات أو سحبها سواءً بشكلٍ كبيرٍ أو قليلٍ كتيارٍ مستمرٍ من الشحنات الكهربائية، فإن انتقال إلكترونٍ واحدٍ في الإلكترونيات الجزيئية يغير النظام بشكل كبير. مما يجعلنا نلاحظ أن كمية الطاقة الضرورية بسبب الشحن الكهربائي يجب أخذها بعين الاعتبار عند القيام بالحسابات المختلفة حول الخصائص الإلكترونية لعملية التصنيع.

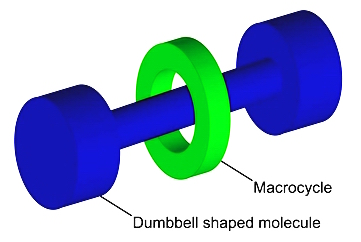
شكل توضيحي للروتاكسان، المستخدم كمقلادٍ (مبدالٍ) جزيئيٍ.

ولعل أحد أكبر المشكلات القائمة حول اعتماد الجزيئات الفردية تتمثل في تأسيس اتصالٍ كهربائيٍ متكررٍ باستخدام جزيءٍ واحدٍ فقط والقيام بذلك بدون قطع الأقطاب الكهربائية. هذا ويُعَدُ تقانة الطباعة الحجرية الضوئية الحالية غير قادرةٍ على إنتاج فجواتٍ قطبيةٍ تكون صغيرةً بصورةٍ كافيةٍ للاتصال مع كلتا النهايتين للجزيئات المختبرة (التابعة للترتيب النانومتري) مما يدعو إلى استخدام استراتيجياتٍ بديلةٍ. تتضمن هذه الاستراتيجيات استخدام فجوات جزيئية الحجم التي يُطلق عليها وصلات كسرية (break junctions)، حيث يمكن مد قطب الرفيع حتى ينكسر. ومن الطرق الأخرى المستخدمة تتمثل في استخدام طرف مجهر مسحٍ نفقيٍ للاتصال بالجزيئات في النهاية الأخرى لركيزةٍ معدنيةٍ. هذا ومن السبل الشائعة الأخرى لتثبيت الجزيئات على الأقطاب تتمثل في استخدام الإلفة الكيميائية للكبريت إلى الذهب؛ وعلى الرغم من أنها مفيدةٍ، إلا أن التثبيت غير مخصصٍ ومن ثم يتم تثبيت الجزيئات عشوائياً على كل أسطح الذهب، خاصة أن مقاومة الإتصال (contact resistance) شديدة الاعتماد على التوزيع الهندسي للذرات حول موقع التثبيت وبالتالي تشكل الأساس لتكرارية الوصلة. ولإبطال القضية الأخيرة، أظهرت التجارب أن الفوليرينات تعد مرشحاً جيداً للاستخدام بدلاً من الكبريت بسبب نظام π المترافق، والتي لها القدرة على توصيل العديد من الذرات كهربائياً في وقتٍ واحدٍ بشكل أكبر من ذرة كبريت مفردةٍ.
إلا أن من أكبر العوائق للإلكترونيات الذرية الفردية ليتم نشرها تجارياً، هو النقص في أساليب اتصال دائرة جزيئية الحجم بالأقطاب الكهربائية الصلبة بطريقةٍ تسمح بنتائجٍ تكراريةٍ. ومن المعضلات كذلك حقيقة أن بعض المقاييس على الجزيئات الفردية يتم تنفيذها في ظل درجات حرارة شديدة الانخفاض (التي تقارب الصفر المطلق) والتي تتصف بأنها مستهلكة كبيرة للطاقة.

## المواد الجزيئية للإلكترونيات

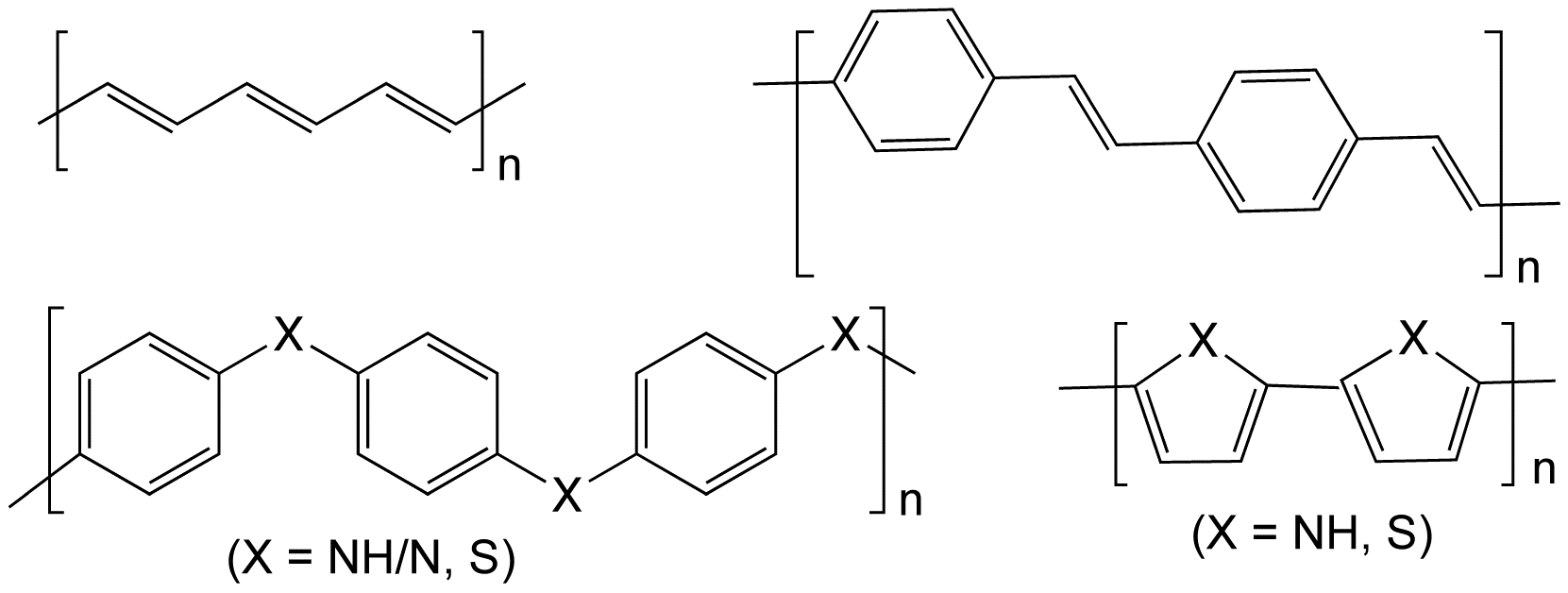
بنى كيميائية لبعض البوليميرات الموصلة. من أعلى اليسار للأسفل مع اتجاه عقارب الساعة: عديد الأسيتيلين (Polyacetylene)؛ عديد بارافينيلين الفينيلين PPV، عديد البيرول (X = NH) وعديد الثيوفين (polythiophene) (X = S)؛ عديد الأنيلين (X = NH/N) وعديد كبريتيد الفينيلين (polyphenylene sulfide) (X = S).

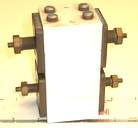
مبدِّل جهد كهربائي، وهو جهاز إلكتروني جزيئي منذ عام 1974. مجموعة رقاقات مؤسسة سميثسونيان

المواد الجزيئية للإلكترونيات هي مصطلحٌ يُستخدم للإشارة إلى التطبيقات الكتلية للبوليمرات الموصلة. حيث تعتبر المبلمرات الموصلة، أو بصورةٍ أدق، المبلمرات الموصلة جوهرياً (ICP) المبلمرات عضوية التي تتسم بالقدرة على توصيل الكهرباء في حالتها الصلبة. فمثل تلك المكونات قد يكون لها القدرة على التوصيل الفلزي للكهرباء أو قد تكون من أشباه الموصلات. وهنا تتمثل أهم ميزةٍ المبلمرات الموصلة في قابليتها للمعالجة، وذلك بشكل أساسي بواسطة التشتت. هذا ولا تكون المبلمرات الموصلة عبارة عن لدائن، حيث أنها غير معالجة حرارياً، إلا أنها تكون مبلمرات عضوية، مثل المبلمرات (العازلة). فهي تستطيع أن تظهر قدرةٌ عاليةٌ على توصيل الكهرباء إلا أنها لا تتسم بالخصائص الميكانيكية التي تظهر في المبلمرات الأخرى المتداولة تجارياً. كما يمكن صقل الخصائص الكهربائية بواسطة استخدام طرق التخليق العضوي  وكذلك أساليب التشتت المتقدمة.
إن البنية المحورية الخطية للمبلمرات (عديد الأسيتيلين وعديد البيرول وعديد الأنيلين) والمبلمرات الشريكة (copolymers) الخاصة بهم تشكل الطبقة الرئيسية للمبلمرات الموصلة للكهرباء. وبصورةٍ تاريخيةٍ، تُعْرَف تلك المواد على أنها الميلانينات. هذا وقد ظهر عديد فينيلين الفينيلين PPV ومشتقاته القابلة للانحلال والذوبان كمبلمرات نمطيةٍ ضيائيةٍ كهربائيةٍ شبه موصلةٍ للكهرباء. واليوم يعتبر عديد 3-ألكيل الثيوفين من مادة أصيلةً لنماذج الخلايا الشمسية والمقاحل.
للمبلمرات الموصلة أسساً من مراكز الكربون المهجنة المتلامسة في المدار الهجين (sp2). إلكترون واحد تكافؤي يتموضع على كل مركزٍ في مدار (pz)، والذي يتسم بكونه متعامداً على روابط سيغما الثلاثة. كما أن الإلكترونات في تلك المدارات غير المتموضعة يكون لها قدرة عالية على الحركة عندما يتم تشويبها بالأكسدة، والتي تزيل بعضاً من هذه الإلكترونيات غير المتموضعة. ومن ثم، فنظام - p المترافق يشكل نطاقاً إلكترونياً، وأن الإلكترونات داخل هذا النطاق تصبح متحركةً عندما يتم تفريغها جزئياً. إلا أنه وعلى الرغم من الأبحاث المكثفة، فالعلاقة بين علم التشكل وبنية السلسلة المبلمرة والقدرة التوصيلية للكهرباء ما زال يخيم عليها الغموض وغير مفهومةٍ بصورةٍ واضحةٍ حتى وقتنا هذا.
وفي النهاية، فإن للمبلمرات الموصلة عدداً قليلاً من التطبيقات كبيرة النطاق، وذلك بسبب ضعف القدرة المعالجية (أي إيجاد تطبيقات وعمليات معالجة ممكنة). حيث عُرِفَ عنها أنها واعدة مع المواد غير الساكنة  كما أنه تم دمجها في وسائل العرض التجارية والبطاريات، إلا أن لها قيوداً بسبب تكلفة التصنيع وعدم توافق المواد المستخدمة والسمية وانخفاض قدرتها على الذوبان في المذيبات وعدم قدرتها على عمليات الصهر المباشرة. بيد أن المبلمرات الموصلة تتسم بأنها تجتذب الانتباه سريعاً في التطبيقات الجديدة إلى المواد ذات القدرة المعالجية المتزايدة التي لها خصائصٌ فيزيائيةٌ وكهربائيةٌ أفضل بالإضافة إلى انخفاض تكلفتها. كما أنه ومع إمكانية إجراء تشتتات مستقرةٍ ومتكررةٍ تكاثرية، اكتسب كلٌ من عديد(4،3-ثنائي أوكسي إيثيلين الثيوفين) (PEDOT) وعديد الأنيلين مجالاً كبيراً للتطبيقات واسعة النطاق. ففي أثناء استخدام (PEDOT) في مجال التطبيقات غير الساكنة وكطبقةٍ موصلةٍ شفافةٍ وذلك على شكل PEDOT:PSS (حيث يشير PSS إلى سلفونات عديد ستايرن الصوديوم Sodium polystyrene sulfonate، فإن عديد الأنيلين يتم استخدامه بصورةٍ واسعةٍ في تصنيع لوح الدائرة المطبوعة - في مراحلها الأخيرة، وذلك بهدف حماية النحاس من التآكل ومنع قدرتها اللحامية. إن الأشكال نانوية البنية الجديدة والخاصة بالمبلمرات الموصلة للكهرباء تفتح الباب لهذا المجال لتطبيقات لها مساحة سطحها أعلى وقدرة تشتتية أفضل.

## وصلات خارجية
- محاضرة عبر شبكة الإنترنت حول الإلكترونيات الجزيئية ومشهد طريقة من أسفل إلى أعلى للموصلية الكهربائية لـ S. Datta
- محاضرة عبر شبكة الإنترنت حول مسار الإلكترونيات لأجهزة الذاكرة الجزيئية لـ Ranganathan Shashidhar
- الموقع الإلكتروني لأشباه الموصلات العضوية.